# Bossemans et Coppenolle
Pour les articles homonymes, voir Bossemans et Coppenolle (homonymie).
Bossemans et Coppenolle est une pièce de théâtre belge de 1938 écrite par Paul Van Stalle et Joris d'Hanswyck.   
Cette pièce fut représentée pour la première fois à Bruxelles le 25 février 1938 avec l'arrivée au théâtre du Vaudeville de Bossemans et Coppenolle, deux personnages authentiquement brusseleirs. Une intrigue sportive, ici le football et en particulier la rivalité entre les deux grands clubs bruxellois de l'époque, le Daring Club de Bruxelles et l'Union Saint-Gilloise, allait pour la première fois être utilisée dans le cadre d'un « vaudeville » belge. Une suite est créée en 1989 : Bossemans et Coppenolle à Hollyfoot (par la Compagnie des Galeries ; « première » le 13 avril 1989 au théâtre Molière). Succès parisien aussi et pièce prémonitoire dans la mesure où elle annonçait l'engouement des foules pour le ballon rond.  
Ce qui a fait le succès de la pièce réside dans ses quiproquos et les répliques bon enfant devenues cultes : « Tu veux un Martini, Mussolini ? », ou encore « Monsieur Bossemans peut-être ? Monsieur Coppenolle, sans doute ». Succès inattendu également grâce à l'apparition d'un petit rôle qui allait bientôt vivre sa vie propre, celui de l'ineffable Amélie Van Beneden, mieux connue sous le sobriquet de Madame Chapeau inventé par « les crapuleux de sa strotje ».

## Argument

Bossemans et Coppenolle, Caricature de Gustave Libeau et Marcel Roels, par BiB, parue dans le Gringoire du 27 mai 1938.

La pièce se déroule à Bruxelles. Le premier acte prend place dans la maison des Bossemans. François Bossemans et Auguste Coppenolle sont amis depuis leur plus tendre enfance. Le jour des fiançailles de Joseph et Georgette, respectivement fils de Bossemans et fille de Coppenolle, François Bossemans reçoit dans son magasin de papier peint une certaine Mme Violette et son (ex-)compagnon Eliacin. Bossemans tombe directement sous le charme de la jeune femme. Mme Violette, après avoir discuté avec François se met en tête d'inscrire Joseph comme joueur au club de foot de l'Union Saint-Gilloise, dont elle est présidente du club de supporters. Problème : Coppenolle et surtout sa femme Léontine, femme autoritaire, sont de fervents supporters du Daring, club de la commune de Molenbeek et principal concurrent de l'Union. Influencé par Madame Violette, François finit par se disputer violemment avec Auguste et Léontine, allant jusqu'aux insultes. Il s'ensuit donc la rupture des fiançailles, même si Georgette et Joseph sont toujours fous amoureux l'un de l'autre...
Le seconde acte a lieu dans la droguerie d'Auguste et Léontine. Bossemans et Coppenolle sont brouillés depuis bientôt quatre mois. Après la visite de la célèbre Madame Chapeau, Auguste et Léontine s'apprêtent à fermer la boutique, quand Auguste apprend par Léontine que Nestor Van Ypersele, son commis et attaquant du Daring, est très amoureux de Georgette et que Léontine ne serait pas contre donner Georgette en mariage à Nestor, mais cette dernière n'est pas d'accord et avoue à son père que Nestor lui a déjà fait des avances. Alors qu'Auguste attend des explications de Nestor, celui-ci tombe d'une échelle et se foule la cheville, à la veille d'un match important entre l'Union et le Daring. Il sera emmené à l'hôpital par Léontine et M. Eliacin qui venait apporter le loyer de son ex-petite amie. Quelques minutes plus tard, Auguste apprend (par inadvertance) de la bouche de Georgette, qu'elle est toujours en contact avec Joseph. Auguste décide donc de faire venir Joseph (et François par la même occasion) à la droguerie. Les deux amis se réconcilient alors et, après avoir entendu les tourtereaux parler, Auguste est convaincu qu'il faut les re-fiancer, mais un problème demeure : Joseph est engagé pour le match du lendemain contre le Daring et, pour obtenir le consentement de Léontine, il faut qu'il se fasse remplacer. François, Auguste, Joseph et Georgette vont alors inventer une histoire de tante et marraine riche et mourante à Mme Violette pour faire remplacer Joseph. Mais cela va échouer. Georgette ne voit alors qu'une seule solution pour que Léontine consente à son mariage avec Joseph : introduire Joseph dans sa chambre, en chemise et se faire surprendre par ses parents afin de provoquer un scandale réparable uniquement par le mariage. Mais là encore, le plan va échouer. Léontine va alors enfermer Georgette dans la chambre de la bonne et enfermer Joseph, sous la menace d'un revolver, dans la chambre de Georgette, en ayant pris soin d'emporter tous ses vêtements.
Le troisième et dernier acte a lieu dans le café de Jean Peket, estaminet où se retrouvent Bossemans et Coppenolle pour leur traditionnelle partie de cartes du dimanche, le jour du match entre l'Union et le Daring. La scène commence avec Mme Chapeau attablée au café. Elle ne peut pas entrer au stade, car elle n'a pas d'argent. Elle propose à Jean de lui acheter un lapin moins cher qu'au marché et retourne chez elle pour tuer l'animal. Auguste et François arrivent alors et font connaissance avec la nouvelle serveuse, écossaise et très entreprenante. Après quelques portos, une Mme Violette en colère débarque et oblige François à l'aider à retrouver son fils disparu. Georgette arrive ensuite pour demander à son père la même chose. Peu après leur départ, Joseph arrive  en robe de chambre et demande à Jean de lui prêter des habits, puis va jouer son match. Léontine et François se retrouvent alors dans le café et Léontine comprend que le plan d'introduire Joseph dans la chambre de Georgette est une idée de François et de son mari et compte porter plainte contre François pour détournement de mineure. Nestor Van Ypersele s'installe alors dans l'estaminet, le pied dans le plâtre, suivi par Mme Chapeau qui revient avec le lapin, Jefke (diminutif de Joseph), qu'elle a tué pour le vendre à Jean. Nestor se propose alors de dépecer l'animal. Quand Auguste revient à l'estaminet et se demande à haute voix ce que Jefke (Joseph Bossemans) a pu devenir, la serveuse lui répond: « Elle l'a tué » et que Nestor est en train de le dépecer, tout cela en pensant que Auguste parlait du lapin de Mme Chapeau. S'ensuit un épouvantable quiproquo qui court tout le reste de la pièce, jusqu'au moment où Joseph revient, porté en triomphe par les supporters de l'Union, après avoir joué. Léontine consent alors, une bonne fois pour toutes, à donner Georgette en mariage à Joseph, car, comme elle l'explique, le rêve de sa vie est d'être « la belle-mère d'un homme qu'on porte en triomphe ».

## Adaptation cinématographique
La même année, le réalisateur belge de films populaires Gaston Schoukens adapte la pièce au cinéma sous le même titre, avec Gustave Libeau, Marcel Roels, Billy Pitt, Léon Carny sur des images de Paul Flon. Le film comporte une scène filmée d'un véritable match de football, de l'époque, entre l'Union et le Daring. 